# تأثير تالبوت

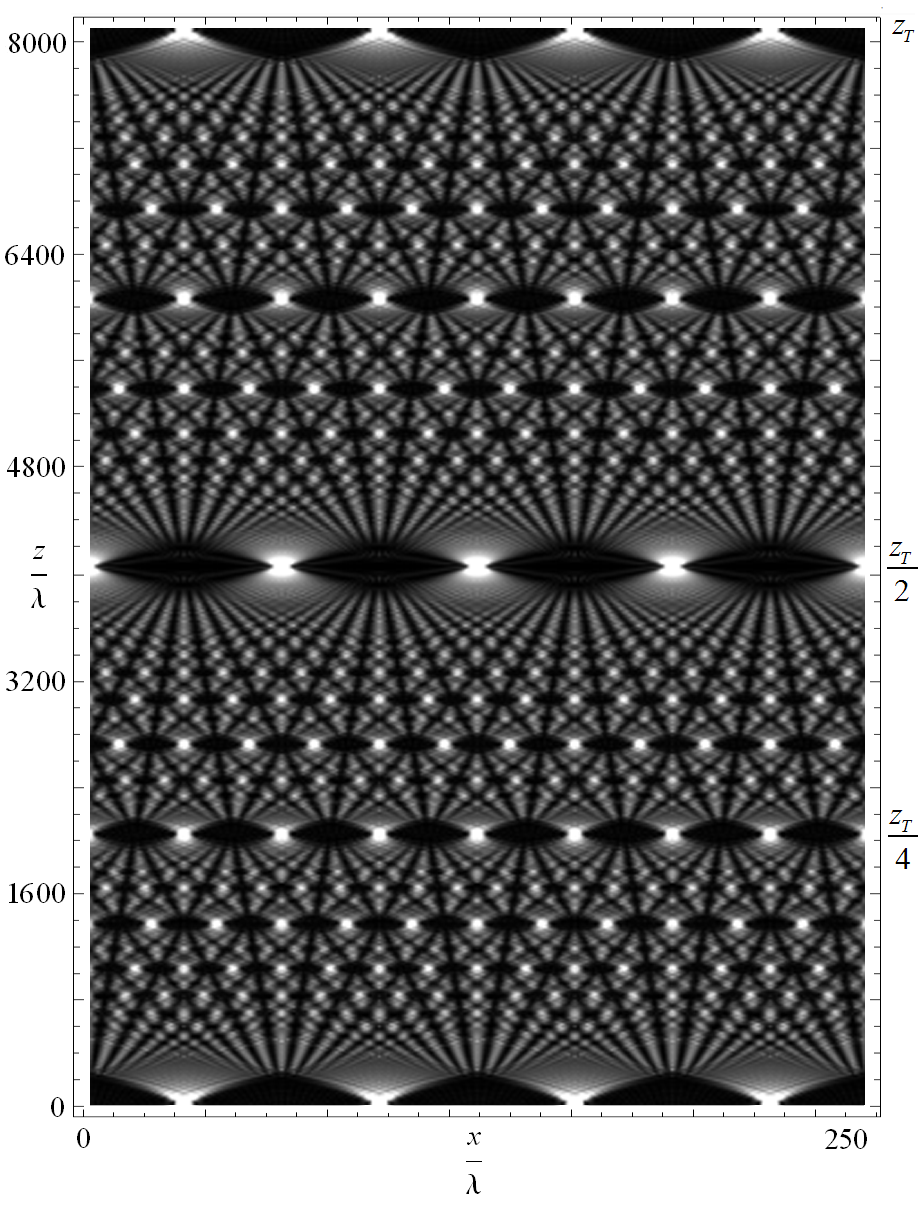
تأثير تالبوت الضوئي للضوء أحادي اللون ، يظهر على شكل "سجادة تالبوت". في الجزء السفلي من الشكل ، يمكن رؤية الضوء مشتتًا من خلال شبكة ، ويتم إعادة إنتاج هذا النمط الدقيق في الجزء العلوي من الصورة (طول تالبوت واحد بعيدًا عن الشبكة). في منتصف الطريق ، ترى الصورة تتحول إلى الجانب ، وفي الأجزاء العادية من طول تالبوت ، تظهر الصور الفرعية بوضوح.

تأثير تالبوت هو تأثير حيود قريب المجال لوحظ لأول مرة في عام 1836 من قبل هنري فوكس تالبوت. عندما تحدث موجة مستوية على شبكة حيود دورية، تتكرر صورة الشبكة على مسافات منتظمة بعيدًا عن مستوى الشبكة. تسمى المسافة المنتظمة بطول تالبوت، وتسمى الصور المتكررة بالصور الذاتية أو صور تالبوت.
علاوة على ذلك، في نصف طول تالبوت، تحدث صورة ذاتية أيضًا، ولكن يتم إزاحتها طورًا بنصف فترة (المعنى المادي لهذا هو أنها تتحول أفقياً بنصف عرض فترة المشبك). في الكسور العادية الأصغر من طول تالبوت، يمكن أيضًا ملاحظة الصور الفرعية.
عند ربع طول تالبوت، يتم تقليل حجم الصورة الذاتية إلى النصف، وتظهر مع نصف فترة الشبكة (وبالتالي يتم رؤية ضعف عدد الصور).
عند ثُمن طول تالبوت، يتم تقليل فترة وحجم الصور إلى النصف مرة أخرى، وهكذا يتم إنشاء نمط كسوري للصور الفرعية ذات الحجم المتناقص باستمرار، والذي يُشار إليه غالبًا باسم سجادة تالبوت. تستخدم تجاويف تالبوت لتكوين مجموعة متماسكة من مجموعات الليزر.

## حساب طول تالبوت
أظهر اللورد رايلي أن تأثير تالبوت كان نتيجة طبيعية لحيود فريسنل وأن طول تالبوت يمكن إيجاده بالصيغة التالية:
{\displaystyle z_{\text{T}}={\frac {2a^{2}}{\lambda }},}
أي ان {\displaystyle a} هي فترة صريف الحيود و {\displaystyle \lambda } هو الطول الموجي لحادث الضوء على المشبك. ومع ذلك، إذا كان الطول الموجي {\displaystyle \lambda } يشبه فترة صريف {\displaystyle a} ، قد يؤدي هذا التعبير إلى أخطاء في {\displaystyle z_{\text{T}}} ما يصل إلى 100٪. في هذه الحالة، يجب استخدام التعبير الدقيق المستمد من اللورد رايلي:
{\displaystyle z_{\text{T}}={\frac {\lambda }{1-{\sqrt {1-{\frac {\lambda ^{2}}{a^{2}}}}}}}.}

## تأثير تالبوت الذري
نظرًا لطبيعة الموجة الميكانيكية الكمومية للجسيمات، فقد لوحظت تأثيرات الانعراج أيضًا في الذرات - وهي تأثيرات تشبه تلك الموجودة في حالة الضوء.
تشابمان وآخرون. نفذوا تجربة تم فيها تمرير شعاع متوازي من ذرات الصوديوم من خلال شبكتين حيويتين (الثانية تستخدم كقناع) لمراقبة تأثير تالبوت وقياس طول تالبوت.
كان الشعاع بمتوسط سرعة 1000 مقابلا لطول موجة دي بروجلي أي: {\displaystyle \lambda _{\text{dB}}} = 0.017 نانومتر . تم تنفيذ تجربتهم مع شبكات 200 و 300 nm التي أسفرت عن أطوال تالبوت من 4.7 و 10.6 mm على التوالي.
أظهر ذلك أنه بالنسبة للحزمة الذرية ذات السرعة الثابتة، وذلك باستخدام {\displaystyle \lambda _{\text{dB}}} ، يمكن العثور على طول تالبوت الذري بنفس الطريقة.

## تأثير تالبوت الغير خطي
ينتج تأثير تالبوت غير الخطي عن التصوير الذاتي لنمط الكثافة الدورية المتولدة على سطح الإخراج من بلورة ليتاو المصقولة.
تم التحقيق في كل من تأثيرات تالبوت الصحيحة والكسرية.
في معادلة شرودنغر غير الخطية {\displaystyle i{\frac {\partial \psi }{\partial z}}+{\frac {1}{2}}{\frac {\partial ^{2}\psi }{\partial x^{2}}}+|\psi |^{2}\psi =0} ، لوحظ تأثير تالبوت غير الخطي للموجات المارقة عدديا.

## روابط خارجية
- ورقة تالبوت 1836 في كتب غوغل
- ورقة رالي 1881 في كتب غوغل
- أطروحة جامعية من روب وايلد (ملف PDF) نسخة محفوظة 13 يوليو 2018 على موقع واي باك مشين.